# Каве Менгато е Кандео (Падова)
Каве Менгато е Кандео је насеље у Италији у округу Падова, региону Венето.
Према процени из 2011. у насељу је живело 18 становника. Насеље се налази на надморској висини од 29 м.